# Линия Моргана

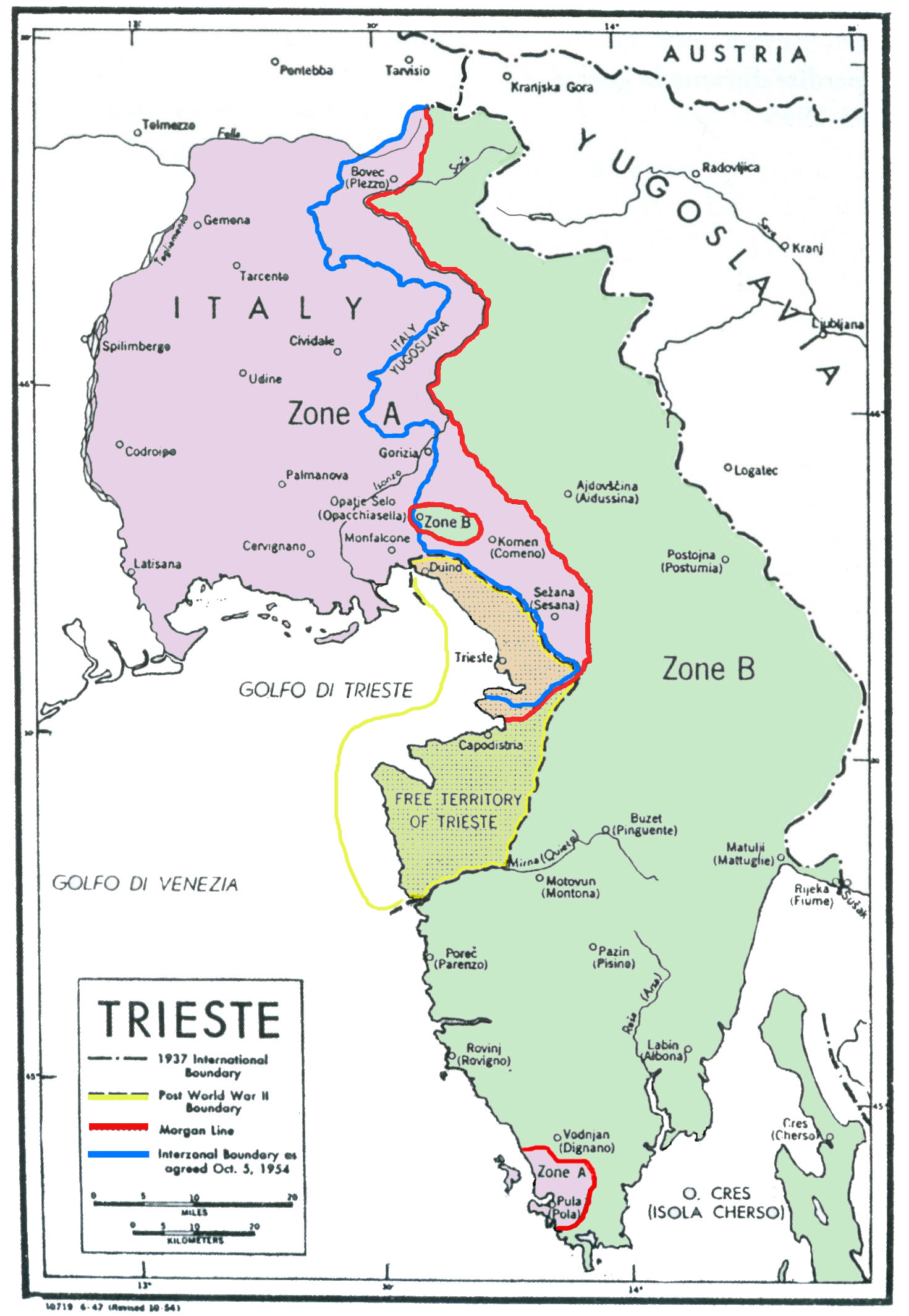
Линия Моргана

Линия Моргана (англ. Morgan Line) — линия, разделившая после Второй мировой войны зоны ответственности югославской и англо-американской военных администраций в итальянском регионе Венеция-Джулия.
В феврале 1945 года между югославским лидером Тито и главнокомандующим силами Союзников на Средиземноморском театре военных действий Александером было заключено соглашение о будущей оккупации территорий в районе довоенной границы Италии и Югославии. Однако в конце войны стало ясно, что югославские части не придерживаются имеющихся договорённостей. Чтобы напомнить Тито о соглашении, 7 мая 1945 года в Белград был отправлен начальник штаба Александера генерал-лейтенант Уильям Морган. В ходе переговоров Морган провёл на карте линию, названную впоследствии «Голубой линией», которая должна была разделить Союзников и югославские части. Когда 22 мая британский XIII корпус начал выдвигаться к «Голубой линии», Тито согласился на демаркацию этой границы, и 10 июня 1945 года было подписано соглашение в Дуино.
Согласованная линия начиналась на побережье к югу от Триеста, огибала город с востока, и шла на северо-запад к Гориции, откуда вдоль реки Соча следовала через Кобарид к Ратече на австро-итальянской границе.
15 сентября 1947 года вступил в силу Парижский мирный договор. Он определил прохождение границы в северной части спорной территории а в южной части была образована Свободная территория Триест, где граница между Зоной A и Зоной B прошла именно по линии Моргана.
В 1954 году в соответствии с Лондонским договором Зона A была присоединена к Италии, а Зона B — к Югославии, при этом Югославия также получила деревни Плавье, Споднье-Шкофие, Ёеларьи и Хрватини. Таким образом линия Моргана перестала существовать.